# Porsche 918
Porsche 918 Spyder är en hybrid-sportbil som den tyska biltillverkaren Porsche tillverkade mellan 2013 och 2015. Under utvecklingsperioden har Porsche visat upp flera prototyper.

## Prototyper

### Porsche 918 Spyder
Den första prototypen visades på Internationella bilsalongen i Genève 2010. Bensinmotorn är en utveckling av den V8-motor som användes i sportvagnsprototypen RS Spyder och som levererar 608 hk. Den är kopplad till Porsches sjuväxlade dubbelkopplingslåda PDK. Hybridsystemet består av elmotorer på fram- och bakaxel på sammanlagt 279 hk. Dessa drivs av vätskekylda litiumjonbatterier placerade bakom sittbrunnen. Porsche uppger att bilens bränsleförbrukning uppgår till 3 l/100 km och att koldioxidutsläppet stannar på 70 g/km. Föraren kan välja mellan fyra olika program med olika fördelning av kraften mellan bensin- och elmotorer. Med enbart eldrift har bilen en räckvidd på 40 km.
Bilens chassi är till stor del uppbyggt av magnesium och aluminium, medan karossen består av kolfiberförstärkt plast.
Grundpriset sattes från 847 975 Euro.

### Porsche 918 RSR

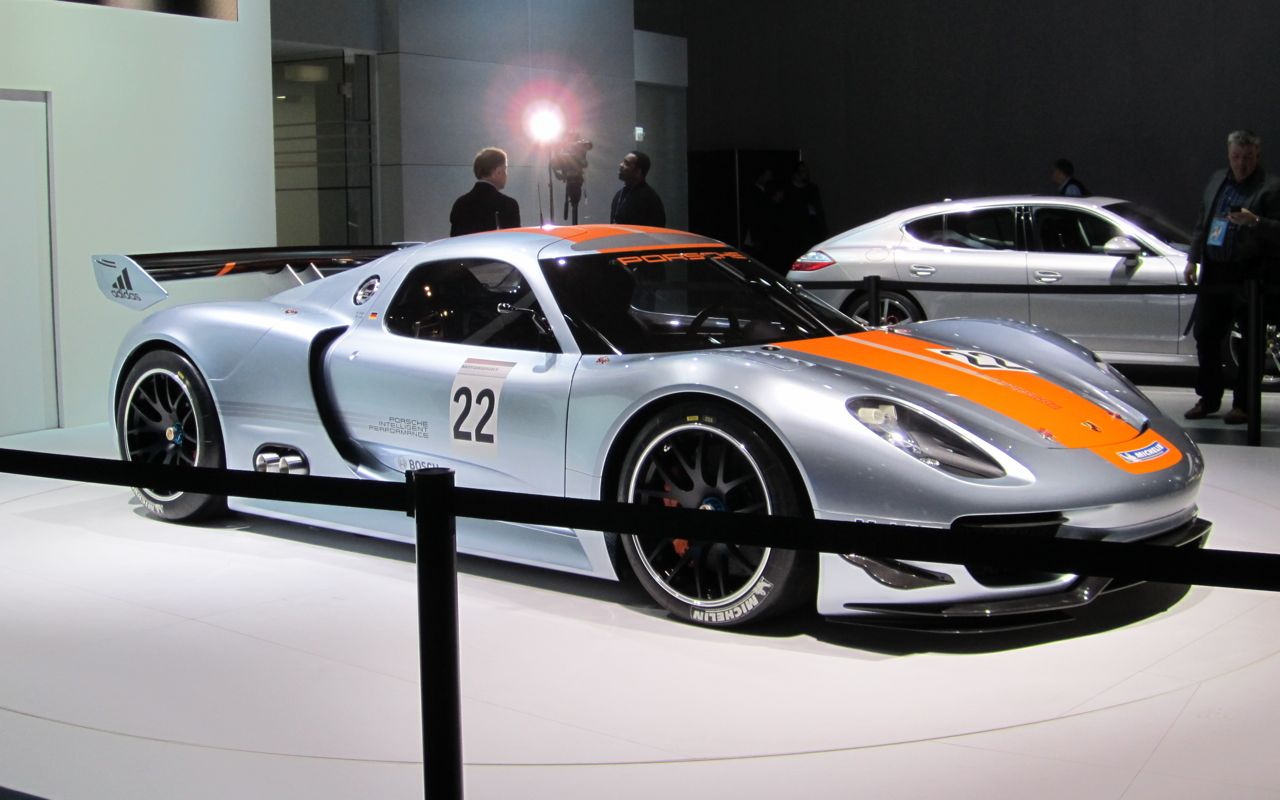
Porsche 918 RSR

På bilsalongen i Detroit i januari 2011 visades den dolda prototypen Porsche 918 RSR. Bilen har två elmotorer på framhjulen. Vid inbromsning fungerar dessa som generatorer och laddar en svänghjulsackumulator på passagerarplatsen. Rörelseenergin i svänghjulet används sedan för att driva elmotorerna vid acceleration.

## Produktionsbil
I juli 2010 meddelade Porsche att man avser att sätta bilen i produktion. Leveranserna började hösten 2013 och Porsche planerar att tillverka 918 st bilar.

## Tekniska data
| Tekniska data                  | 918                                                                   |
| ------------------------------ | --------------------------------------------------------------------- |
| Förbränningsmotor:             | Mittmonterad 8-cylindrig V-motor                                      |
| Cylindervolym:                 | 4593 cm³                                                              |
| Borrning x slaglängd:          | 95,0 x 81,0 mm                                                        |
| Kompression:                   | 13,5:1                                                                |
| Max effekt:                    | 608 hk vid 8 700 v/min                                                |
| Max vridmoment:                | 540 Nm vid 6 700 v/min                                                |
| Ventilstyrning:                | Dubbla överliggande kamaxlar per cylinderrad, 4 ventiler per cylinder |
| Bränslesystem:                 | Direktinsprutning                                                     |
| Hybridsystem:                  | 95 kW elmotor på framhjulen, 115 kW elmotor på bakhjulen              |
| Total motoreffekt:             | 887 hk                                                                |
| Totalt vridmoment:             | 1275 Nm                                                               |
| Växellåda:                     | 7-växlad dubbelkopplingslåda (PDK)                                    |
| Hjulupphängning fram:          | Dubbla tvärlänkar, skruvfjädrar                                       |
| Hjulupphängning bak:           | Multilänkaxel, skruvfjädrar                                           |
| Bromsar:                       | Keramiska skivbromsar, ABS                                            |
| Chassi & kaross:               | Självbärande kolfibermonocoque                                        |
| Fälgar, däck:                  | Fram: 9,5Jx20 med 265/35 ZR20 Bak: 12,5Jx21 med 325/30 ZR21           |
| Hjulbas:                       | 2730 mm                                                               |
| L x B x H:                     | 4643 x 1940 x 1167 mm                                                 |
| Torrvikt:                      | 1700 kg                                                               |
| Acc. 0–100 km/h:               | 2.2 s                                                                 |
| Toppfart:                      | 354 km/h                                                              |
| Bränsleförbrukning per 100 km: | 3,1 l                                                                 |